# Joseph Gärtner

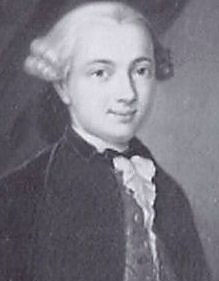
Joseph Gärtner (um 1761)

Joseph Gärtner (* 12. März 1732 in Calw; † 14. Juli 1791 in Tübingen) war ein deutscher Botaniker und Naturhistoriker. Sein offizielles botanisches Autorenkürzel lautet „Gaertn.“.

## Leben
Seine Eltern waren der Hofarzt Joseph Gärtner (1707–1731) und dessen Ehefrau Eva Maria Wagner (1715–1743). Sein Vater war bereits vor seiner Geburt gestorben. Nach dem Tod auch der Mutter erhielt Joseph Gärtner die Erziehung durch einen jungen Theologen von der Universität Tübingen, der ihm Unterricht in allen notwendigen Grundkenntnissen erteilte. Seine 1750 begonnenes Studium der Rechtswissenschaften an der Universität Tübingen brach er bereits nach einem halben Jahr ab. An der Universität Göttingen studierte er bis 1753 Medizin und besuchte die Vorlesungen von Georg Gottlob Richter, Johann Gottfried Brendel, Johann Georg Roederer sowie Albrecht von Haller, der ihm Anatomie, Physiologie und Botanik nahebrachte.
Mit 20 Jahren brach Gärtner das Studium ab, um sich der Naturwissenschaft zu widmen. Er reiste durch Italien, anschließend nach Lyon, Montpellier und Paris in Frankreich. Während seiner Reise erkundete er die Natur und holte sich Rat bei Gelehrten der Naturkunde und Anatomie. 1755 verbrachte er einige Monate in England, danach wieder in Paris. Nach seiner Rückkehr in die Heimat erwarb er an der medizinischen Fakultät der Universität Tübingen seinen Doktorgrad mit einer Arbeit De viis urinae ordinariis et extraordinariis. Danach widmete er sich zwei Jahre der Mathematik, Optik und Mechanik; dies erwies sich insofern als fruchtbar, da er später eigene Apparaturen anfertigte.
1759 ging er nach Holland und besuchte botanische Vorlesungen bei Adriaan van Royen, mit dem er sich befreundete. Um eine Arbeit über Fische und Seewürmer abschließen, reiste er an die Küsten Englands. In dieser Zeit entstand seine Abhandlung über einige Mollusken und eine andere über Zoophyten, die in Spicilegia Zoologia erschien. Es folgten weitere Abhandlungen über die Anatomie der Fische, über cryptogamische Gewächse, über die Befruchtung und Fortpflanzung von u. a. Seetange und Farrenkräuter (Farne). Danach verbrachte er noch ein Jahr in London und tauschte sich mit diversen Naturforschern aus.
1761 kehrte er über Amsterdam nach Tübingen zurück und erhielt umgehende seine Ernennung zum Mitglied der Gelehrtengesellschaft Royal Society in London. Kurz darauf wurde er zum Professor der Anatomie in Tübingen gewählt.
Der Name, den sich Gärtner in England gemacht hatte, führte 1768 zu seiner Aufnahme unter die Mitglieder der Petersburger Akademie der Wissenschaften und zum dortigen Professor der Botanik und Naturgeschichte. Da man zu dieser Zeit vor allem die Untersuchung von Pflanzenbefruchtung vernachlässigt hatte, entschloss er sich diese zum Hauptgegenstand seiner Betrachtung zu machen.
Mit dem Akademiedirektor Graf Orlow und anderen Gelehrten unternahm er eine Reise in die Ukraine. Hier sammelte er eine große Zahl noch unbekannter Pflanzen. Bei seiner Rückkunft übertrug man ihm die Aufsicht des Gartens und des kaiserlichen Kabinetts der Naturgeschichte. Die zeitintensiven Aufgaben seiner Stelle als Akademiker ließen ihm wenig Raum für Reisen, um sich mit weiteren Gelehrten auszutauschen und Sammlungen zu begutachten. Zudem konnte er sein Hauptwerk nicht wie gewünscht fortsetzen.
Im Sommer 1770 kehrte er an seinen Geburtsort Calw zurück, um sich nun ohne Verzug an die Ausarbeitung seines Hauptwerks zu machen. Doch im Laufe seiner Arbeit merkte er, dass es ihm zur ausreichenden Ausarbeitung an Stoff mangelte und dass die Pflanzen, die er sich in Calw verschaffen konnte nicht ausreichten um seine Arbeit wunschgemäß fortführen zu können. 1778 reiste Gärtner erneut nach London, wo ihm Joseph Banks Zugang zu den von ihm auf seinen Weltreisen gesammelten Exemplaren gestattete. Es folgte eine Reise nach Amsterdam, um dort die Erkenntnisse des Botanikers H. Thunberg, welcher gerade von seiner Reise nach Japan zurückgekommen war, zu studieren. Dieser teilte ihm eine große Anzahl ausländischer Pflanzen mit und verhalf ihm noch weiter nach Calw nachzuschicken.
Bei seiner Rückkehr nach Calw war er aufgrund einer Nervenkrankheit mit dem Verlust seiner Sehkraft bedroht und unterbrach seine Arbeit beinahe zwanzig Monate lang. Er gesundete nahezu vollständig, doch blieb seine allgemeine Gesundheit anfällig. Er überarbeitete sein Werk Über die Früchte und Samen der Pflanzen nochmals umfangreich und veröffentlichte es 1788, 3 Jahre vor seinem Tode.
Er war nicht verheiratet, hatte aber eine außereheliche Verbindung mit Maria Rebekka Mütschelin. Dieser entstammte der 1772 geborene Sohn Karl Friedrich. Er hatte ihn 1773 bereits anerkannt und 1787 an Kindes statt angenommen. Sein Sohn baute auf die Arbeit seines Vaters auf und behandelte u. a. Kreuzungsversuche von tausenden verschiedenen Pflanzen. 

## Ehrungen
Nach Joseph Gärtner wurde die Gattung Gaertnera Lam. aus der Pflanzenfamilie der Rötegewächse (Rubiaceae) benannt.

## Werke
- De fructibus et seminibus plantarum. 2 Bände. (Stuttgart, Tübingen 1789–1791). Das Werk enthält eine sorgfältige Beschreibung der Früchte und Samen von über 1000 Pflanzengattungen. Digitalisat in Google Books